# 近藤康弘
近藤康弘（こんどう やすひろ、1935年 - 没年月日不詳）は、元NHKエデュケーショナル エグゼクティブプロデューサー。『おかあさんといっしょ』に放送準備から関わった。

## 経歴
- 1958年：早稲田大学卒業。百貨店に勤務。
- 1959年：NHK入局。
- 1983年：NHK特集『赤ちゃん〜胎内からの出発』でギャラクシー奨励賞受賞。

## 主な関係作品
- きょうの料理
- おかあさんといっしょ
- ビッグバード・イン・ジャパン
- NHK特集『赤ちゃん〜胎内からの出発』（1983年放送）
- 赤ちゃん〜0歳児からのメッセージ（1986年放送）
- 英語であそぼ
- にこにこぷん
- ハッチポッチステーション
- クインテット